# 馬賽琳 (伊利諾伊州)
馬賽琳（英語：Marcelline）是位於美國伊利諾伊州亞當斯縣的一個非建制地區。該地的面積和人口皆未知。

## 地理
馬賽琳的座標為40°07′03″N 91°22′03″W / 40.11750°N 91.36750°W，而該地的平均海拔高度為190米（即620英尺）。